# Röd sköldpaddsört
Röd sköldpaddsört (Chelone lyonii) är en grobladsväxtart som beskrevs av Frederick Traugott Pursh. Enligt Catalogue of Life ingår Röd sköldpaddsört i släktet sköldpaddsörter och familjen grobladsväxter, men enligt Dyntaxa är tillhörigheten istället släktet sköldpaddsörter och familjen grobladsväxter. Arten förekommer tillfälligt i Sverige, men reproducerar sig inte. Inga underarter finns listade i Catalogue of Life.

## Bildgalleri

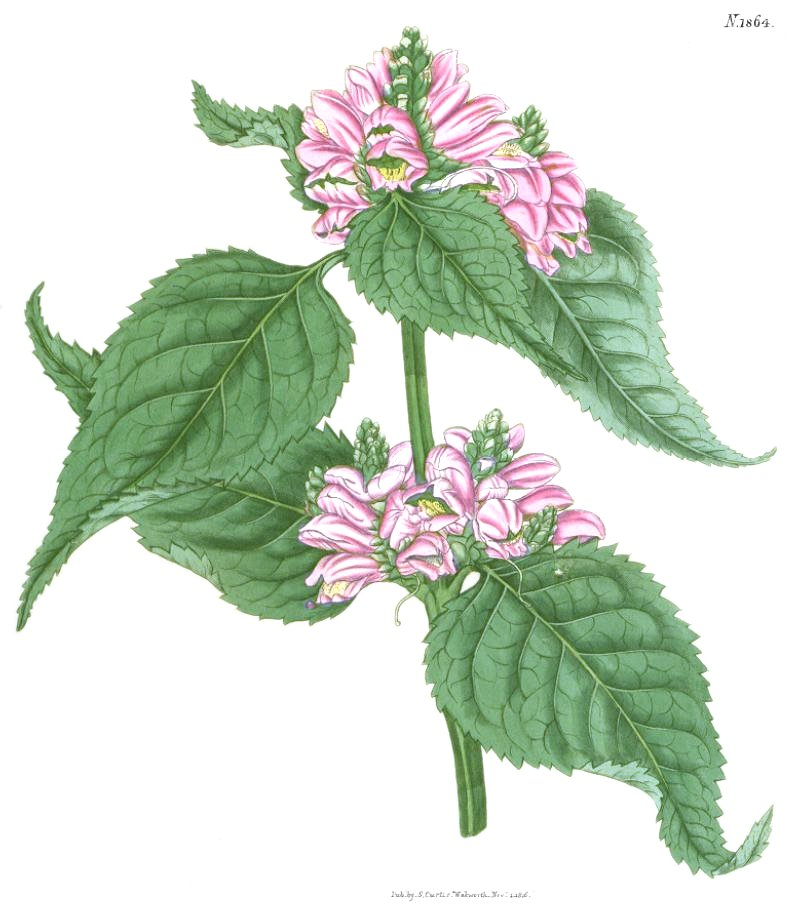
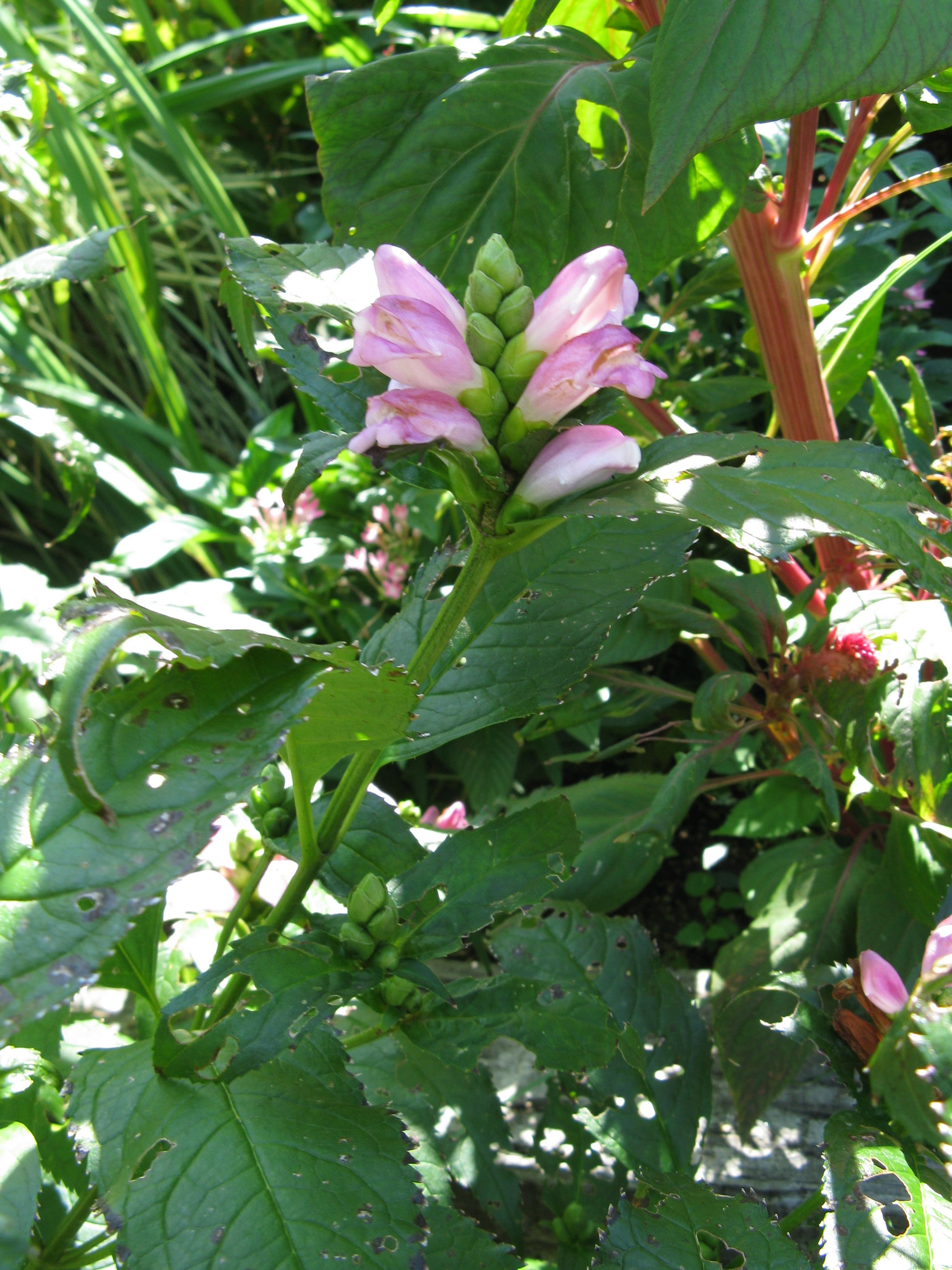
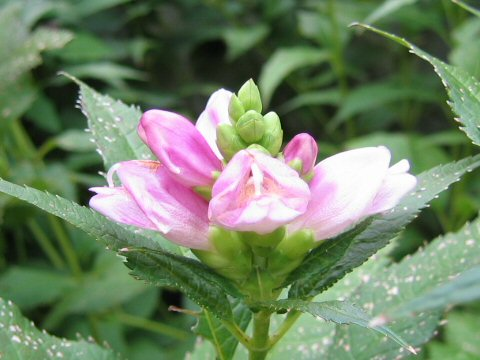
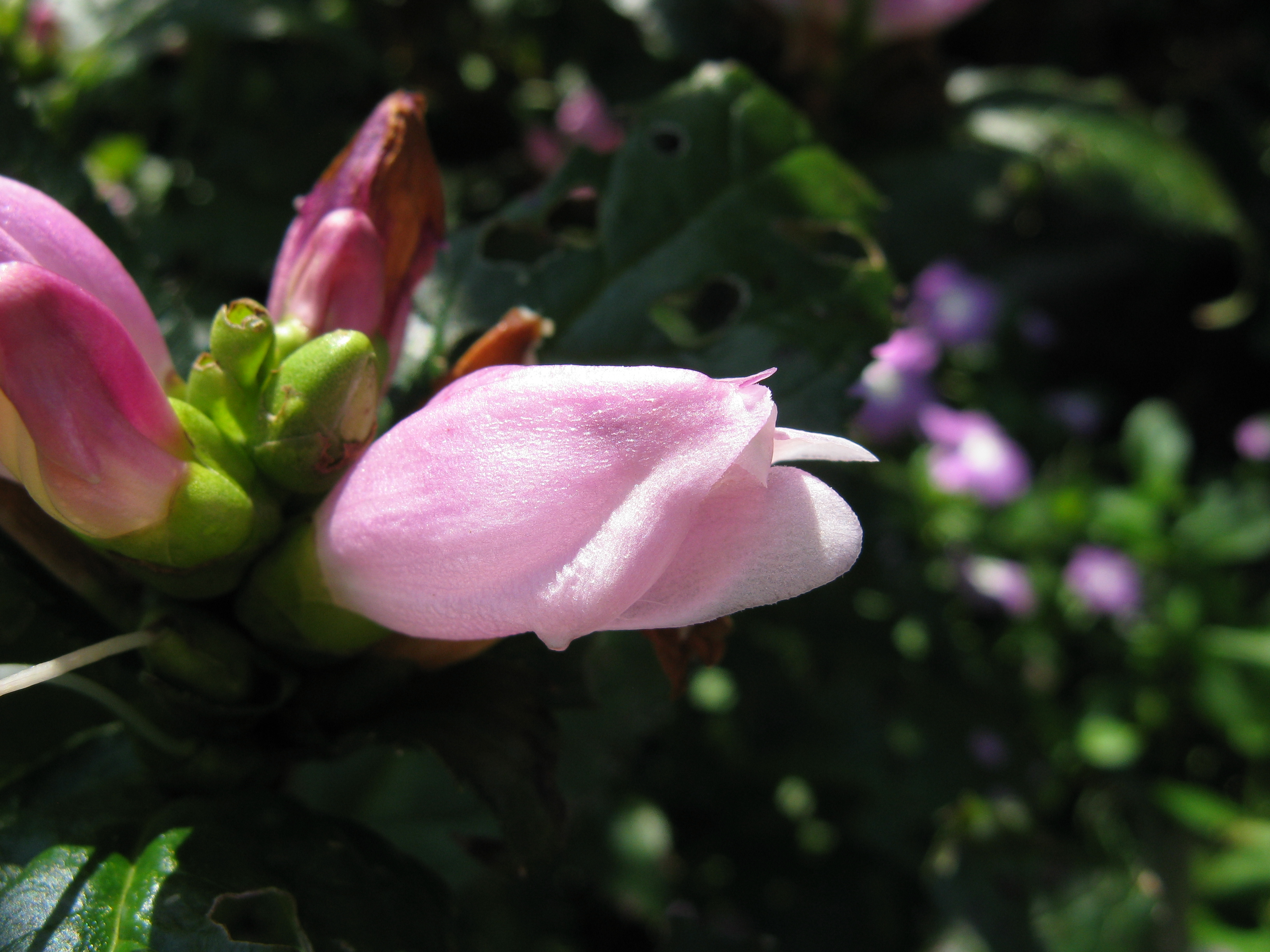